# Kristi Harrower
Kristi Harrower, född den 4 mars 1975 i Bendigo, Victoria, är en australisk basketspelare som tog tog OS-silver 2008 i Peking. Detta var tredje gången i rad Australien tog silver vid de olympiska baskettävlingarna. Harrowe var även med i Aten tog OS-silver 2004 och ännu ett OS-silver 2000 på hemmaplan i Sydney.